# Bohumil Pieš
Bohumil Pieš (* 3. listopadu 1935) je bývalý český silniční motocyklový závodník.

## Závodní kariéra
V mistrovství Československa silničních motocyklů startoval v letech 1960-1980. Závodil ve třídách do 125 a 175 cm³ na motocyklu ČZ. Po osmileté přestávce se do mistrovství republiky vrátil v roce 1976 ve třídě do 350 cm³ na motocyklu Jawa. Další 4 sezóny jezdil třídu do 350 cm³ na motocyklu Yamaha. V mistrovství Československa skončil nejlépe na celkovém sedmém místě v roce 1965 ve třídě do 175 cm³. Jeho nejlepším výsledkem v jednotlivém závodě mistrovství Československa je 3. místo v Prievidze v roce 1967 ve třídě do 175 cm³.

## Úspěchy
- Mistrovství Československa silničních motocyklů – celková klasifikace
  - 1960 do 175 cm³ – nebodoval – ČZ
  - 1961 do 175 cm³ – nebodoval – ČZ
  - 1962 do 175 cm³ – 22. místo – ČZ
  - 1964 do 175 cm³ – 15. místo – ČZ
  - 1965 do 175 cm³ – 7. místo – ČZ
  - 1966 do 125 cm³ – 17. místo – ČZ
  - 1966 do 175 cm³ – 13. místol – ČZ
  - 1967 do 175 cm³ – 8. místo – ČZ
  - 1976 do 350 cm³ – 21. místo – Jawa
  - 1977 do 350 cm³ – 21. místo – Yamaha
  - 1978 do 350 cm³ – 16. místo – Yamaha
  - 1979 do 350 cm³ – 29. místo – Yamaha
  - 1980 do 350 cm³ – 20. místo – Yamaha